# فيليبس لورد
فيليبس لورد (بالإنجليزية: Phillips Lord)‏ هو مقدم برامج إذاعية وممثل أمريكي، ولد في 13 يوليو 1902 بهارتفورد في الولايات المتحدة، وتوفي في 19 أكتوبر 1975 في الولايات المتحدة.

## وصلات خارجية
- فيليبس لورد على موقع IMDb (الإنجليزية)
- فيليبس لورد على موقع الموسوعة البريطانية (الإنجليزية)
- فيليبس لورد على موقع قاعدة بيانات الأفلام السويدية (السويدية)
- فيليبس لورد على موقع كينوبويسك (الروسية)